# Spektrum der Wissenschaft
Spektrum der Wissenschaft (Abkürzung: Spektrum, Spektrum Wiss., SdW) ist eine populärwissenschaftliche Monatszeitschrift. Sie wurde 1978 als deutschsprachige Ausgabe des seit 1845 in den USA erscheinenden Scientific American gegründet, hat aber im Laufe der Zeit einen zunehmend eigenständigen Charakter gegenüber dem US-amerikanischen Original gewonnen. Spektrum der Wissenschaft erscheint in der Spektrum der Wissenschaft Verlagsgesellschaft mbH in Heidelberg, einer Einheit der Verlagsgruppe Springer Nature. Die verkaufte Auflage beträgt 47.174 Exemplare, ein Minus von 57,6 Prozent seit 1998. Die Zeitschrift versteht sich als Mittler zwischen der naturwissenschaftlichen Fachliteratur im engeren Sinne und einer interessierten und wissenschaftlich vorgebildeten Öffentlichkeit.

## Inhalt
In Spektrum der Wissenschaft werden Themen aus Forschung und Wissenschaft aus einer naturwissenschaftlichen Perspektive behandelt. Im Vordergrund stehen dabei Archäologie, Astronomie, Biologie, Chemie, Geowissenschaften, IT, Mathematik, Medizin, Neurowissenschaften und Physik.
Über die monatlichen Ausgaben hinaus erscheinen in unregelmäßigen Abständen Sonderhefte, die sich mit einem bestimmten Schwerpunkt befassen und hierzu meist ältere Beiträge zur Zweitveröffentlichung bündeln. Zurzeit sind dies vier Themenbereiche, die in jeweils einer Sonderheftreihe thematisiert werden: Physik-Mathematik-Technik; Archäologie-Geschichte-Kultur; Biologie-Medizin-Hirnforschung und Psychologie. In zunehmendem Maße ergänzen digitale Angebote im Internet unter spektrum.de die Print-Ausgaben. 
Monatlich gibt es die Schwesterzeitschrift Gehirn & Geist zu den Themen Psychologie, Hirnforschung und Medizin. Wöchentlich erscheint Spektrum – Die Woche als reine Online-Publikation. Von 2011 bis 2014 erschien mit Spektrum neo ein Ableger der Zeitschrift, der sich speziell an junge Leser wendete. Spektrum Spezial Archäologie-Geschichte-Kultur wiederum erscheint seit Ausgabe 1/2020 unter dem neuen Namen Spektrum Geschichte. Das Heftformat wurde verkleinert, und es erscheint sechs Mal im Jahr statt wie bisher vierteljährlich. Auch werden die Beiträge hier nicht mehr von Wissenschaftlern geschrieben, sondern von einer festen Redaktion sowie hauptberuflichen Wissenschaftsjournalisten.
Ebenso wie bei dem US-amerikanischen Vorbild stammte der überwiegende Teil der Beiträge ursprünglich von Forschern des jeweiligen Fachgebiets – in der Regel von denjenigen, die in die dargestellten Untersuchungen selbst involviert sind. Auch Nobelpreisträger waren bereits mehrfach Autoren. Inzwischen werden aber die meisten Artikel von Wissenschaftsjournalisten geschrieben. Teilweise werden sie für Scientific American erstellt und in deutscher Übersetzung ins Heft übernommen, teils werden sie eigens für die deutschsprachige Ausgabe geschrieben. Manche Texte sind Übersetzungen von journalistischen Beiträgen aus anderen auch für wissenschaftliche Laien verständlichen Medien. Redaktionelle Beiträge referieren zudem aktuell veröffentlichte Forschungsergebnisse aus Fachzeitschriften. Dieses Themenspektrum wird durch Rezensionen und einige eher unterhaltsame Rubriken (z. B. „Mathematische Unterhaltungen“, in neuerer Zeit auch Science-Fiction-Kurzgeschichten) ergänzt.
Trotz der Eigenständigkeit der deutschen Ausgabe überwiegen übersetzte Beiträge US-amerikanischer Autoren. Auch das Grundkonzept des Scientific American ist erhalten geblieben. Dazu gehören u. a. die eher naturwissenschaftliche Orientierung, redaktionelle Unabhängigkeit, Allgemeinverständlichkeit der Darstellung und das Prinzip, beteiligte Wissenschaftler möglichst selbst zu Wort kommen zu lassen.
Spektrum der Wissenschaft ist Teil eines Verbunds von Wissenschafts-Verlagen und -Publikationen unter dem Dach der Verlagsgruppe Springer Nature, zu der u. a. auch die international agierende Nature Publishing Group mit dem Scientific American gehört.

## Format
Typisch sind acht- oder sechsseitige Lesestrecken mit großformatigen oder seitenfüllenden farbigen Illustrationen und einem großzügigen Seitenlayout, das sich an dasjenige naturwissenschaftlicher Lehrbücher anlehnt.
Jährlich erschien früher eine CD-ROM des vergangenen Jahrgangs mit allen zwölf Heften als PDF-Dateien, die auch das Gesamtinhaltsverzeichnis aller Jahrgänge enthält. Mittlerweile werden die früheren Jahrgänge zum Download angeboten.

## Auszeichnungen
- 2010: Deutscher IQ-Preis

## Ausgaben
- Spektrum der Wissenschaft. Deutsche Ausgabe des Scientific American. Spektrumverlag, Heidelberg 1.1978, 1 ff. ISSN 0170-2971